# ANCHOR (音楽家)
ANCHOR（アンカー、1992年4月19日 - ）は、日本のソングライター、編曲家、音楽家。サウンドクリエイターユニットZiNGの楽曲制作担当。

## 来歴
10代より作家活動をスタート 、2014年に米澤円のアルバム『さえずりの夢、彩とり鳥のセカイ』へ楽曲提供した。
2016年からANCHORとしての活動を開始し、2017年にピエール中野との意気投合をきっかけに更にNob、滝善充をプレイヤーとして迎え、サウンドクリエイターユニットZiNGを結成した。
2022年5月にはクリエイターサークルヤネウラ書房の始動に続き、 VIA/TOY'S FACTORY よりアーティストとしてメジャー・デビューすることを明かした。
ANCHORが青春時代に聴いていたアーティストや影響を受けたアーティストは、ゆず、BUMP OF CHICKEN、supercell、ORANGE RANGE、堀江晶太と語っている。　

## ディスコグラフィ

### シングル・EP
配信シングル
| 発売日        | タイトル              | 備考                 |
| ------------- | --------------------- | -------------------- |
| 2022年8月19日 | キズナ feat. りりあ。 | メジャーデビュー楽曲 |

配信EP

## タイアップ
| 楽曲                                                                                | タイアップ | 時期   |
| ----------------------------------------------------------------------------------- | --- | ------ |
| Sea Breeze                                                                          | 『海物語シリーズ』 iMARINE DIVA PROJECT 第5弾楽曲                                                                            | 2018年 |
| Sunny Days!                                                                         | 同上（iMARINE DIVA PROJECT 第5弾第2曲）                                                                                      | 2018年 |
| Marine Mirage                                                                       | 同上（iMARINE DIVA PROJECT 第5弾第3曲）                                                                                      | 2018年 |
| No.7                                                                                | TVアニメ『地縛少年花子くん』オープニングテーマ／アーティストタイアップ：地縛少年バンド（生田鷹司 × オーイシマサヨシ × ZiNG） | 2020年 |
| 1/30000日の人生                                                                     | ABEMA番組『Sla/shers presented by SBI証券』主題歌                                                                            | 2021年 |
| ♯この人生はフィクションであり実在の人物や団体などとは関係ありません                 | 『ONGA PROJECT』第1弾テーマソング（漫画〈予知視〉インスパイア）                                                              | 2022年 |
| わたしの地球はこのワンルーム                                                        | 『ONGA PROJECT』第3弾テーマソング（漫画〈ただいま、おじゃまされます！〉インスパイア）                                        | 2022年 |
| 腐ガール・ネクロダンサー                                                            | 『ONGA PROJECT』第4弾テーマソング（漫画〈腐女子の園へようこそ!!〉インスパイア）                                              | 2022年 |
| らんでぶぅー・らんでぶぅー                                                          | 『ONGA PROJECT』第5弾テーマソング（漫画〈デブとラブと過ちと！〉インスパイア）                                                | 2022年 |
| ぜんぶ嘘じゃん。                                                                    | ゲーム『ドラガリアロスト』イベント「ロード･オブ･ザ･ブラッド」テーマソング                                                    | 2022年 |
| キズナ feat. りりあ。                                                               | 映画『サバカン SABAKAN』主題歌                                                                                               | 2022年 |
| 21グラムの居場所 feat. ナナヲアカリ                                                 | スマホRPG『メモリア〜夢の旅人と双子の案内人〜』主題歌                                                                        | 2022年 |
| とある工業高校生の日常 feat. タケヤキ翔×ツリメ（アバンティーズ）×ンダホ（Fischer’s) | YouTube／MV企画『只野工業高校の日常』（コミックシーモア “ONGA PROJECT” 第2弾）テーマソング                                   | 2022年 |
| バズれ！ユーチューニャー！                                                          | TVアニメ『ユーチューニャー』エンディングテーマ                                                                               | 2023年 |
| マンガ＝超ヴァイブル                                                                | コミックシーモア番組『MANGA VIBLE』主題歌                                                                                    | 2023年 |
| ラジカルパームダンサーズ                                                            | 電子コミック大賞2024公式テーマソング                                                                                         | 2024年 |

## 楽曲を提供した主な作品

### ゲーム
- 『アイドルマスター ミリオンライブ! シアターデイズ』
  - キャラクターソング「Silent Joker」(作曲・編曲)
    - 真壁瑞希（CV.阿部里果）　アルバム『THE IDOLM@STER MILLION LIVE! M@STER SPARKLE 05』収録曲

- 『A3!』
  - 第四部主題歌「From Season to Season!」(作詞・作曲・編曲)
    - A3ders! & KICS（CV. 酒井広大／江口拓也ほか）

  - 公演曲「RESPAWN」(作詞・作曲・編曲)
    - 秋組第四回公演「DEAD/UNDEAD」公演曲　泉田莇（CV.小西成弥）／摂津万里（CV.沢城千春）

  - 公演曲「Growing Pain」(作詞・作曲・編曲)
    - 第一回ミックス公演「ウラオモテTEACHER」公演曲　茅ヶ崎至（CV.浅沼晋太郎）／摂津万里（CV.沢城千春）　アルバム『A3! MIX SEASONS LP』収録曲

  - 公演曲「放課後ミッドナイト」(作詞・作曲・編曲)
    - 同上公演曲　斑鳩三角（CV.廣瀬大介）／月岡紬（CV.田丸篤志）　『A3! MIX SEASONS LP』収録曲

  - 公演曲「未完成な空で」(作詞・作曲・編曲)
    - 第四回ミックス公演「ラスト・ランウェイ」公演曲　瑠璃川幸（CV.土岐隼一）／七尾太一（CV.濱健人）　『A3! MIX SEASONS LP』収録曲

  - 公演曲「Professional」(作詞・共編曲)
    - 同上公演曲　碓氷真澄（CV.白井悠介）／皇天馬（CV.江口拓也）　『A3! MIX SEASONS LP』収録曲

  - 公演曲「蜃気楼は奇術の夜に」(作詞・作曲・編曲)
    - 春組第七回公演「奇術師たちの純愛」公演曲　碓氷真澄（CV.白井悠介）／卯木千景（CV.羽多野渉）　アルバム『A3! EVER LASTING LP』収録曲

  - キャラクターソング「Real luck」(作詞・作曲・編曲)
    - 茅ヶ崎至（CV.浅沼晋太郎）2ndソング　EP『A3! SUNNY SPRING EP』収録曲

  - キャラクターソング「夕敬のキャッチボール」(作詞・作曲・編曲)
    - 兵頭九門（CV.畠中祐）2ndソング　EP『A3! SUNNY SUMMER EP』収録曲

  - キャラクターソング「Lone Wolves」(作詞・作曲・編曲)
    - 伏見臣（CV.熊谷健太郎）2ndソング　EP『A3! SUNNY AUTUMN EP』収録曲

  - キャラクターソング「路地裏はいつもにわか雨」(作詞)
    - 古市左京（CV.帆世雄一）2ndソング　EP『A3! SUNNY AUTUMN EP』収録曲

  - 公演曲「水色キャンバス」(作詞・作曲・編曲)
    - 夏組第九回公演「スカイギャラリー」公演曲　三好一成（CV.赤澤燈）／皇天馬（CV.江口拓也）　EP『A3! INNOCENT SUMMER EP』収録曲

- 『グリモア〜私立グリモワール魔法学園〜』
  - キャラクターソング「おはモア（＊＞▽＜＊）ゞ行進曲!!」(作詞・作曲・共編曲)
    - ゆさなみ♫（南智花 CV.石原夏織／遊佐鳴子 CV.瀬戸麻沙美）　両A面シングル『おはモア／聖なる夜に鐘は止む。』収録曲

  - キャラクターソング「聖なる夜に鐘は止む。」(作詞・作曲・編曲)
    - ゆさなみ♫（南智花 CV.石原夏織／遊佐鳴子 CV.瀬戸麻沙美）　両A面シングル『おはモア／聖なる夜に鐘は止む。』収録曲

- 『アイドルうぉーずZ〜100人のディーバと夢見がちな僕』
  - テーマソング「Brand New Diva.」(作詞・作曲)
    - アルバム『LEGEND of DIVA』収録曲

  - キャラクターソング「無敵レボリューション」(作曲・編曲)
    - 柳瀬葵（CV.小清水亜美）　『LEGEND of DIVA』収録曲

  - キャラクターソング「マシンガントーク!」(編曲)
    - 柳瀬葵（CV.小清水亜美）　『LEGEND of DIVA』収録曲

- 『海物語シリーズ』
  - 「Sea Breeze」(作詞・作曲・編曲)
    - iMARINE DIVA PROJECT 第5弾楽曲（アイマリン CV.内田彩／アイワリン CV.竹達彩奈）

  - 「Sunny Days!」(作詞・作曲・編曲)
    - iMARINE DIVA PROJECT 第5弾楽曲（アイマリン CV.内田彩／アイウリン CV.三森すずこ）

  - 「Marine Mirage」(作詞・作曲・編曲)
    - iMARINE DIVA PROJECT 第5弾楽曲（アイマリン CV.内田彩／アイウリン CV.三森すずこ／アイワリン CV.竹達彩奈）

- 『ドラガリアロスト』
  - 「Get up」(編曲)
    - イベント「咎人は巡る、竜眼の奇跡」テーマソング

  - イベント「ロックマン 異世界の決戦!!」BGM製作
  - 「Hollow Dance」(作詞・作曲・共編曲)
    - イベント「悪魔が誘う偽りの楽園 / Cursed Connections」テーマソング

  - 「Sample Answer」(作詞・作曲・編曲)
    - イベント「レイジ・オブ・クロノス」テーマソング

  - 「Terrestrial paradise」(編曲)
    - イベント「新春陰陽役」テーマソング

  - 「ぜんぶ嘘じゃん。」(作詞・作曲・編曲)
    - イベント「ロード･オブ･ザ･ブラッド」テーマソング

  - 「イイワケ大全集」(作詞・作曲・編曲)
    - イベント「潜入！エミュールハウス」テーマソング

- 『神式一閃 カムライトライブ』
  - 主題歌「東のシンドバッド」(作詞・作曲・編曲)
    - 鈴木このみ アルバム『lead』収録曲

  - BGM全般製作

- 『リトルチャンピオンズ』
  - BGM全般製作

- 『Paradigm Paradox』
  - オープニングテーマ「Course of my fate」(編曲)
    - ８Ｐ（畠中祐ほか）シングル『Course of my fate』収録曲

- 『オンゲキ bright MEMORY』
  - キャラクターソング「Resolution」(作曲・編曲)
    - 皇城セツナ（CV.八巻アンナ）アルバム『ONGEKI Vocal Memory』収録曲

### アニメ
- 『ブラッククローバー』
  - オープニングテーマ「JUSTadICE」(編曲)
    - 大森靖子 9th Single『Re: Re: Love feat.峯田和伸』収録曲

- 『地縛少年花子くん』
  - オープニングテーマ「No.7」(作詞・作曲・編曲)
    - 地縛少年バンド（生田鷹司 × オーイシマサヨシ × ZiNG）『No.7』収録曲

- 『デカダンス』
  - オープニングテーマ「Theater of Life」(作詞・作曲・編曲)
    - 鈴木このみ 17th Single『Theater of Life』収録曲

- 『究極進化したフルダイブRPGが現実よりもクソゲーだったら』
  - オープニングテーマ「ANSWER」(作曲・編曲)
    - 前島麻由 2nd Single『ANSWER』収録曲

- 『ガールズ&パンツァー』
  - キャラクターソング「叭喇撃突ケ響」(作曲・編曲)
    - 西絹代（CV.瀬戸麻沙美）キャラクターソングアルバム『わたしたちも音楽道、はじめました！』収録曲

- 『ケンガンアシュラ』
  - 挿入歌「The Emperor」(作詞・共作曲・編曲)
    - ZiNG feat. らっぷびと & 濱健人 主題歌&入場曲集『The Anthems』収録曲

- 『ナカノヒトゲノム【実況中】』
  - 挿入歌「鬼ノ木偶刀、かく語りき」(共編曲)
    - 片霧烈火 ミニアルバム『ナカノヒトゲノム【歌唱中】01』収録曲

- 『けものフレンズ2』
  - キャラクターソング「星の帰り道」(作詞・作曲・編曲)[19]
    - Gothic×Luck デビューEP『Starry Story EP』収録曲

- 『ニル・アドミラリの天秤』
  - キャラクターソング「琅玕に唄う」(作詞・作曲・編曲)
    - 星川翡翠（CV.逢坂良太） キャラクターソングシリーズ『ニル・アドミラリの天秤』収録曲

  - キャラクターソング「暗青の月明かり」(作詞・作曲・編曲)
    - 汀紫鶴（CV.鈴村健一） キャラクターソングシリーズ『ニル・アドミラリの天秤』収録曲

- 『幼なじみが絶対に負けないラブコメ』
  - 挿入歌「チャイルド・スター」(作詞・作曲・編曲)
    - アシッドスネーク（Vo. SiN） BD/DVD第1巻 特典CD収録曲

  - 挿入歌「ナルコレプシー」(作詞・共作曲・共編曲)
    - アシッドスネーク 同特典CD収録曲

- 『出会って5秒でバトル』
  - オープニング「No Continue」(作詞・作曲・編曲)
    - 鬼頭明里 1st Mini Album『Kaleidoscope』収録曲

  - エンディング「負けイベ実況プレイ」(作詞・作曲・編曲)
    - 15才と大森靖子 Single『負けイベ実況プレイ』収録曲

- 『組長娘と世話係』
  - オープニング「未来のヒーローたちへ」(作詞・作曲・編曲)
    - タケヤキ翔 1st Single『未来のヒーローたちへ』収録曲

  - エンディング「かえりみちの色」(作詞・作曲・編曲)
    - 渋谷ハル Single『かえりみちの色』収録曲

- 『ユーチューニャー』
  - エンディングテーマ「バズれ！ユーチューニャー！」(作詞・作曲・編曲)
    - ヤネウラ書房 Digital Single『バズれ！ユーチューニャー！』収録曲

- 『魔女のふろーらいふ』
  - 主題歌「フウセンカズラと砂時計」(作詞・作曲・編曲)
    - Lia × ZiNG Digital Single『フウセンカズラと砂時計』収録曲

- 『地縛少年花子くん2』
  - オープニング「L'oN」(作詞・作曲・編曲)
    - オーイシマサヨシ 14th Single『主人公になろう！feat.鈴木愛理/L’oN』収録曲

- 『中禅寺先生物怪講義録 先生が謎を解いてしまうから。』
  - エンディング「君の知らないこと」(編曲)
    - Sizuk feat. AYAME 14th Digital Single『君の知らないこと』収録曲

### アーティスト
- 大森靖子
  - 「わたしみ」(編曲)
    - 7th Single『draw (A) drow』収録曲

  - 「死神」(編曲)
    - 4th Album『クソカワPARTY』収録曲

  - 「GIRL'S GIRL」(編曲)
    - 4th Album『クソカワPARTY』収録曲

  - 「7:77」(編曲)
    - 4th Album『クソカワPARTY』収録曲

  - 「ZOC実験室」(編曲)
    - 4th Album『クソカワPARTY』収録曲

  - 「ラストダンス」(編曲)
    - 4th Album『クソカワPARTY』収録曲

  - 「アメーバの恋」(編曲)
    - 4th Album『クソカワPARTY』収録曲

  - 「REALITY MAGIC」(編曲)
    - 4th Album『クソカワPARTY』収録曲

  - 「きもいかわ」(編曲)
    - 4th Album『クソカワPARTY』収録曲

  - 「シンガーソングライター」(編曲)
    - 5th Album『Kintsugi』収録曲

  - 「夕方ミラージュ」(編曲)
    - 5th Album『Kintsugi』収録曲

- ZOC
  - 「family name」(編曲)
    - 1st Single『family name／チュープリ』収録曲

  - 「断捨離彼氏」(編曲)
    - 2nd Single『断捨離彼氏／A INNOCENCE』収録曲

  - 「AGE OF ZOC」(編曲)
    - 3rd Single『AGE OF ZOC／DON’T TRUST TEENAGER』収録曲

  - 「ZOC序曲」(作曲・編曲)
    - 1st Album『PvP』収録曲

  - 「A INNOCENCE PvP版」(編曲)
    - 1st Album『PvP』収録曲

  - 「ヒアルロンリーガール PvP版」(編曲)
    - 1st Album『PvP』収録曲

  - 「チュープリ PvP版」(編曲)
    - 1st Album『PvP』収録曲

- シシド・カフカ
  - 「リメンバー・ミー (エンドソング) [DOUBLE TONE Remix]」(編曲)
    - 3rdアルバム『DOUBLE TONE』ボーナストラック収録曲[20]

- ZAQ
  - 「Zone」(共作曲・編曲)
    - 3rd Album『Z-ONE』収録曲

- 久保ユリカ
  - 「Instant@Heart」(作詞・作曲・編曲)
    - 1st Album『VIVID VIVID』収録曲

- 蒼井翔太
  - 「Star's light」(作詞・作曲・編曲)
    - サンリオ《リトルツインスターズ×蒼井翔太》キャラクターソングCD『Twinkle Star』収録曲（ブランドコラボ）

  - 「STAND BY ME」(作詞)
    - サンリオ《リトルツインスターズ×蒼井翔太》キャラクターソングCD『Twinkle Star』収録曲（ブランドコラボ）

- MADKID
  - 「来・来・来」(共編曲)
    - 3rd Single『来・来・来』収録曲

- 米澤円
  - 「キミと世界エレジー」(作詞・作曲・編曲)
    - テレビ東京『アニメマシテ』8月度オープニングテーマ

  - 「あしたのしおり」(作詞・作曲・編曲)
    - 1st Album『さえずりの夢、彩とり鳥のセカイ』収録曲

  - 「擬態スマイル」(編曲)
    - 1st Album『さえずりの夢、彩とり鳥のセカイ』収録曲

  - 「コスモダウト」(作詞)
    - 1st Album『さえずりの夢、彩とり鳥のセカイ』収録曲

  - 「LINKS」(編曲)
    - 1st Album『さえずりの夢、彩とり鳥のセカイ』収録曲

  - 「ハートフル・ドリーマー」(共作曲・編曲)
    - 1st Album『さえずりの夢、彩とり鳥のセカイ』収録曲

- 緒方恵美
  - 「絶望性:ヒーロー治療薬」(編曲)
    - TVアニメ『ダンガンロンパ The Animation』エンディングテーマ

  - 「Buster Master」(作曲・編曲)
    - Album『劇薬 -Dramatic Medicine-』収録曲

- 福山潤
  - 「Hi-Fi-Highway→」(編曲)
    - Digital Single『Hi-Fi-Highway→』収録曲

- 西明日香
  - 「Treasure Chest」(作詞・編曲)
    - 2nd Single『どきどきしちゃうどっきどき』収録曲

  - 「Everyday for ever」(作詞)
    - 2nd Single『どきどきしちゃうどっきどき』収録曲

- K4カンパニー
  - 「K for…」(作詞・作曲・編曲)
    - 1st Album『Message』収録曲

  - 「K4体操」(共作詞・作曲・編曲)
    - Single『K for…』カップリング曲

- ぐるたみん
  - 「GIANT KILLING」(編曲)
    - TBS系音楽番組『CDTV』4月度エンディングテーマ

  - 「GRACE PLACE」(編曲)
    - 4th Album『GRACE』収録曲

  - 「あのねのね」(編曲)
    - 4th Album『GRACE』収録曲

  - 「Yell for」(編曲)
    - テレビ朝日系『musicるTV』9月度エンディングテーマ

  - 「空想ライン」(編曲)
    - 4th Album『GRACE』収録曲

  - 「飛行少女と僕[Second Impression]」(編曲)
    - 4th Album『GRACE』収録曲

  - 「ESCORT」(編曲)
    - 4th Album『GRACE』収録曲

  - 「シュリセルドラッヘ」(編曲)
    - 4th Album『GRACE』収録曲

- みやかわくん
  - 「スピカ」(作詞・作曲・編曲)
    - 1st Album『On Your Mark』収録曲

  - 「ブリキノダンス」(編曲)
    - 1st Album『On Your Mark』収録曲

- あの
  - 「デリート」(ベース演奏)
    - 1st Album『猫猫吐吐』収録曲

  - 「Peek a boo」(ベース演奏)
    - 1st Album『猫猫吐吐』収録曲

  - 「ンーィテンブセ」(作曲・編曲)
    - 映画『メイヘムガールズ』主題歌

- KAT-TUN
  - 上田竜也ソロ「俺メロディ」(編曲)
    - 舞台『新世界ロマンスオーケストラ』劇中歌

- Kotone
  - 「今回の騒動につきまして。」(作詞・作曲・編曲)
    - 1st Album『RESIST』収録曲

  - 「RESIST」(作詞・作曲・編曲)
    - 1st Album『RESIST』収録曲

- Appare!
  - 「ダフネ」(編曲)
    - 1st Album『Appare! Parade』収録曲

- はちみつBLACK
  - 「ステレオタイプ」(作詞・作曲・編曲)
    - 1st Album『HACHIMITSU BLACK PEPPER』収録曲

  - 「夢というタイムカプセル」(作詞・作曲・編曲)
    - 1st Album『HACHIMITSU BLACK PEPPER』収録曲

- MaiR
  - 「ナミダアステリズム」(編曲)
    - 2nd Album『paint the STAR』収録曲

- ナナヲアカリ
  - 「ラブみ」(作詞・作曲・編曲)
    - 2nd Album『ハッピーになれそでならない皆さまへ』収録曲

- 常闇トワ
  - 「born to be real」(作詞・作曲・編曲)
    - 1st EP『Scream』収録曲

- PRELUDERS
  - 「DGAF(S-quad)」
    - Digital Single『DGAF(S-quad)』収録曲

- 渋谷ハル
  - 「Fire◎Flower」(編曲)
    - Single『かえりみちの色』カップリング曲

  - 「シュガーソングとビターステップ」(編曲)
    - YouTubeカバー（2023-04-07 公開）

### プロデュース
- 名称非公開
  - 「事勿れ主義イズダウト」(作詞・作曲・編曲)

### 舞台
- 亀梨和也
  - 2017年ソロコン「Theファースト〜Follow me〜」(編曲)

- 上田竜也
  - 「新世界ロマンスオーケストラ」(編曲)

- MANKAI STAGE『A3!』
  - 「Always be myself」(編曲)

### その他
- HANDEAD ANTHEM
  - 「MAD PARADE」(作曲・編曲)

- ReFlap
  - 「夜明けBrand New Days」(編曲)
  - 「I LOVE...」(編曲)
  - 「変わらないもの」(編曲)

- 『Sla/shers』
  - 番組主題歌「1/30000日の人生」(作詞・作曲・編曲)

- 『CrosSing』
  - ｢怪物」(編曲)

- 『ONGA PROJECT』
  - 「♯この人生はフィクションであり実在の人物や団体などとは関係ありません」(作詞・作曲・編曲)
  - 「わたしの地球はこのワンルーム」(作詞・作曲・編曲)
  - 「腐ガール・ネクロダンサー」(作詞・作曲・編曲)
  - 「らんでぶぅー・らんでぶぅー」(作詞・作曲・編曲)
  - 限定ボイスコミックBGM全般制作

- コミックシーモア『MANGA VIBLE』
  - 番組主題歌「マンガ＝超ヴァイブル」(作詞・作曲・編曲・プロデュース)[21][22]

- コミックシーモア『電子コミック大賞2024』
  - 公式テーマソング「ラジカルパームダンサーズ」(作詞・作曲・編曲)[23]

- 『ゼンレスゾーンゼロ×ファミリーマート』コラボ記念スペシャル動画
  - 「エクストリームエモご飯」(作詞・作曲・編曲)[24]